# Слушалки
Слушалките са устройство за индивидуално слушане на музика, реч или друг звуков сигнал. В комбинация с микрофон могат да служат като телефон. Слушалки се носят и в звукозаписните студия. Могат да се използват със CD, DVD, компютър и други. Най-важните им характеристики са честотен диапазон, чувствителност, съпротивление и максимална мощност.
Първите слушалки се появяват в началото на 20 век. Едни от най-известните производители на слушалки са Филипс, Сони, Панасоник и Техникс.

## Минислушалки
Минислушалки са слушалки, които пасват на формата на ухото, и се слагат в ушната мида, в началото на ушния канал . Този тип минислушалки застават директно пред звуковия канал, но не вътре в него. Предимствата им са, че са лесно портативни и удобни за носене, но лесно падат от ухото. За разлика от някои професионални слушалки, обикновено по-големи по-размер, които обхващат отвън цялото външно ухо и ушна мида и изолират от външния шум, този тип слушалки, не правят това, което може да бъде и причина употребяващите подобни слушалки да увеличат рисковано високо звука, което може да доведе до загуба на слуха . От друга страна те дават възможност на тези, които ги ползват да са също така наясно със заобикалящата ги среда и това което се случва около тях.

### Вътреушни минислушалки
Основна статия: Вътреушни минислушалки
Вътреушните слушалки основно професионални слушалки за охранители и водещи (единична слушалка), или изпълнители на сцена (двойка слушалки), които се използват по време на тяхната работа / изпълнение. Пуснатите в масово производство през 2013 година подобни на формата на куршум (bullet shaped) вътреушни минислушалки , за разлика от обикновените минислушалки, не се напасват на ушната мида, а вътре в ушния канал, като това става чрез силиконово уплътнение, което „изолира“ частично други външни шумове, но най-вече канализира звука от слушалките вътре в ушния канал по посока на мозъка, като създава „звук в главата“ (виж за разработки на американските военни за звук „в главата“ – звуково оръжие тип куршум).
Много често този тип слушалки са предназначени за продуктите на Епъл като iPhone, iPad и други основно мобилни устройства на Епъл, като често са съвместими и с други устройства, макар да дават сравнително по-различно качество на звук при другите устройства . Като такива те са в комплект и с микрофон, за водене на разговори и са предназначени за редовна, ежедневна употреба.
Обикновено за този тип минислушалки се твърди, че изолират достатъчно и дори напълно външните шумове, но това не е така в сравнение с класически професионални слушалки, обхващащи отвън ушната мида. Така че външни шумове се чуват и тук отново има опасност от прекомерно увеличаване на звука, като този път резултатът може да бъде по-различен от загуба на слуха като при класическите минислушалки, а може да доведе до болезнени промени в чувствителността на ухото, главоболие и т.н. В същото време този тип слушалки „вкарват“ директно звука в ухото и в ушния канал, при което тоновете са „по-остри“, значително по-силни от класическите минислушалки  и се чуват не вътре в ухото, а „вътре в главата“. Създавайки усещане не за звук, който е отвън и се чува, а за звук отвътре, който се и преживява съответно от тялото или телесно (или от мозъка, тъй като това става в черепната кухина). Тъй като тези слушалки са основно в масово производство от 2012 – 2013 година насам, тоест от 2 години, за сега няма солидни изследвания за опасността от тяхното ползване и дълготрайните увреждания от такъв тип „слушане“ на музика или друг тип аудио-записи, или предавания.